# Paropo
Paropo is een bestuurslaag in het regentschap Dairi van de provincie Noord-Sumatra, Indonesië. Paropo telt 394 inwoners (volkstelling 2010).